# J'avions reçu commandement
Pour les articles homonymes, voir Conscrit (homonymie).
J'avions reçu commandement est une chanson de soldat chantée en France du XVIIIe ou XIXe siècle. Elle est anonyme et on la trouve également sous le titre Le Conscrit.
C'est une chanson antimilitariste sur un registre plutôt humoristique qui voit le soldat, effaré et effrayé, s'enfuir à la fin de la chanson :
Ma foi la peur m'a pris
J'ai pris mon sac et j'suis parti.

## Interprètes
- Yves Montand dans le disque vinyle Chansons populaires de France en 1955, Label Sony BMG Music. Réédition CD 1992, Label Strategic Marketing. ASIN : B00004S79L
- Marc Ogeret dans Chansons « contre », Disque 33 tours, Vogue, CLVLX29, 1958 (1988 pour le CD, Disques Vogue). Prix de l'Académie Charles Cros.
- Claude Flagel en 1964.
- Serge Kerval, dans le disque vinyle Chansons des pays de France n°1, 1965, LD 416 et réenregistrement en 1993 sur le disque Complaintes et ballades de France et de Francophonie. Vol.2.
- James Ollivier en 1965.
- Michèle Bernard en 1979.